# いつかのナツ
『いつかのナツ』は、2018年8月28日に公開された日本の映画作品。成人映画としての公開タイトル、一般公開タイトル、ソフト化の際のタイトルとで作品タイトルが異なる。この頁では第二作となる作品についても記述する。

## 概要
2017年3月17日に『ヤリ頃女子大生　強がりな乳房』のタイトルで成人映画として公開。
同年2018年8月28日にはR15作品として再編集し、『いつかのナツ』のタイトルに改められ「OP PICTURES+ フェス 2018」の一本として一般上映された。
2019年12月3日、『いつかのナツ　奔放な女子大生たち』のタイトルでスターボードからDVDソフト化。
関係性を強調するため、学生同士の会話は意図的に短い韻文のような調子で交わされている。撮影は高円寺周辺で行われた。

## ストーリー
政治サークルに入る大学生の夏。しかし活動に熱心なわけではなく、リーダー格の春来や彼氏である修吾も同じで、政治活動よりもセックスフレンドとして体を重ねる毎日。
そんな中、友人・乃亜の彼氏が乃亜の目の前で自殺するというショッキングな事件が起こる。

## キャスト

### NUKES
雀荘「麻雀東荘」を拠点とする学生政治サークル。
木本夏
演 - 若月まりあ
政治サークルに入っているものの、政治自体には興味のない今どき女子大生。都内の実家暮らしであるものの、基本的には男女の友人宅で寝食を過ごす。サークルメンバーの男性陣とは一通り関係性を持っており、ヤリマンと陰でささやかれるが本人は気にしていない。
母と喧嘩中であることもあり命令形で話されることを極端に嫌っている。
藤野乃亜
演 - 優梨まいな
夏の友人。文法に厳しい文系大学生。亘が経営するバーでバイトしている。正確にはサークルに入っていないが、修吾からビラ配りを頼まれている。
岡田が死んでからは精神的に不安定となり、バーのバイト、添野への連絡などを夏に頼む。
矢沢絵里
演 - 石川優実
春来の年上彼女で集会の場に出入りしているコンビニ店員。
中村修吾
演 - 櫻井拓也
政治サークルメンバー。言葉は時代とともに変わると、略語を多く使う。自称・春の本命彼氏。酒が異常に弱い。
増宮春来
演 - 山本宗介
政治サークルのリーダー。将来政治家になるためにサークルに入るが、自己主張は多いほうではなく、原発問題、反戦など政治理念も他グループと被らないようにしており一貫していない。他大学のリーダー・ヤマベの行動力に嫉妬している。
蔵野公正
演 - 可児正光
政治サークルメンバー。風呂なし冷房なしの家に住む。両親は自営業で一族初の大学生。世の流れを知るためにサークルに入ったため原発デモなどに興味は薄い。

### その他登場人物
岡田将也
演 - 津田篤
乃亜と交際中のサラリーマン。自分に自信がなく謝り癖がある。乃亜が事実上初恋の相手で、思うがあまりストーカーのようになってしまう。早漏。
乃亜に別れを切り出され、農薬を飲み自殺を図る。
木村亘
演 - 那波隆史
バーの経営者。昔は政治革命に燃えていたようだが、現在は気ままに暮らす「摩耗した歯車」。口癖は「歴史に学べ」。
添野一馬
演 - 吉田俊大
岡田の知人で遺書を預かった人物。職業は映画助監督でロケ地探しをしている。
木本節子
演 - 山口真里
夏の母親。亡き夫、そして亡き長男・タカシの夢を夏に託してしまいいつも夏と口喧嘩してしまう。口癖は「産まなきゃよかった」。
木本仁志
演 - 森羅万象
夏の祖父。腰痛持ち。娘である節子と孫の仲直りを願う。
西寺勇夫
演 - 工藤巧馬
夏の幼馴染。本作では顔見せ程度の登場。

## スタッフ
- 監督：竹洞哲也
- 脚本：当方ボーカル
- 撮影監督：創優和
- 編集：三田たけし
- 助監督：江尻大
- スチール：阿部真也
- 音楽：與語一平
- 録音：山口勉、廣木邦人
- 整音：吉方淳二
- 監督助手：平田圭一
- 撮影助手：酒村多緖、杉田陽介、木村風志郎、佐藤京郎
- 制作：Blue Forest Film
- 配給：オーピー映画

## 未来の足音
『未来の足音』は、2018年9月10日に公開された日本の映画作品。いつかのナツシリーズ第2作。

## 概要（第2作）
2017年12月8日にシリーズ第二作となる『まぶしい情愛　抜かないで…』が公開。予算対策のため第一作と第二作は同時に撮影し、ロケーション費用を抑えている。2018年9月10日にR-15作品として再編集し、『未来の足音』として一般公開。2018年9月8日放送『めざましどようび』（フジテレビ）映画期待度ランキングでは1位『累-かさね-』に続く2位にランクインした。
2020年1月7日、スターボードより『いつかのナツ　愛欲の夕暮れキャンパス』のタイトルでソフト化。
第一作で回収されていない伏線を描くほか、藤沢美奈子と仁志の恋路という新たな展開を追加。また前作と異なり、セリフの多くが登場人物の独白、ナレーションという形をとっている。

## ストーリー（第2作）
元カレの自殺後、心に傷を負った藤野乃亜だったが自分を取り戻そうとマスターと再会する。一方、ナツは地元で幼なじみの工員・勇夫と再会。それぞれのカップルが、つらい過去や後悔を抱えながらも前を向いて奮闘する姿を描く。

## キャスト（第2作）
藤野乃亜
演 - 優梨まいな
元カレを失った大学生。自分を取り戻すために、マスターと再開する。夏との再会は果たせていない。口癖は「やなこった」。
木本夏
演 - 若月まりあ
時間の止まった女子大生。実家を離れ添野の家だった場所に住む。中学以来に勇夫と出会い自転車を直してもらう。
藤沢美奈子
演 - 白木優子
殺人者の妻。家事代行業で木本宅を訪れ、のちに暮らすようになる。それはかつての旦那を忘れるためだった。
木本仁志
演 - 森羅万象
事故で娘を失った老人。一人暮らしとなり悠々自適の生活。懐かしさからサイダー好きになる。
木村亘
演 - 那波隆史
ジャズしか聞かないバーのマスター。乃亜と再会し、かつての恋人との過去を語りだす。口癖は「やれやれだ」。
西寺勇夫
演 - 工藤巧真
町工場の従業員。夏のことは「木本」と呼ぶ。ぶっきらぼうで口数は少ない。
岡田将也
演 - 津田篤

添野一馬
演 - 吉田俊大

ビラを配る大学生
演 - 橘秀樹

美奈子の夫
演 - 深澤幸太

勇夫の母（声）
演 - 山口真里

## スタッフ（第2作）
- 監督：竹洞哲也
- 脚本：当方ボーカル、深澤浩子
- 撮影監督：創優和
- 編集：中村和樹
- 助監督：江尻大
- スチール：阿部真也
- 音楽：與語一平
- 録音：山口勉、廣木邦人
- 整音：吉方淳二
- 監督助手：平田圭一
- 撮影助手：酒村多緖、杉田陽介、木村風志郎、佐藤京郎
- 制作：Blue Forest Film
- 配給：オーピー映画